# Proceratosauridae
Proceratosauridae – rodzina teropodów z grupy tyranozauroidów (Tyrannosauroidea). Według definicji filogenetycznej przedstawionej przez Olivera Rauhuta, Angeli Milner i Scotta Moore'a-Faya obejmuje wszystkie teropody spokrewnione bliżej z proceratozaurem niż z tyranozaurem, allozaurem, kompsognatem, celurem, ornitomimem lub deinonychem. Aleksander Awerianow i współpracownicy zdefiniowali Proceratosauridae jako nazwę kladu obejmującego ostatniego wspólnego przodka proceratozaura i kileskusa i wszystkich jego potomków. Awerianow i in. stwierdzili również, że ze względu na niedopełnienie przez Rauhuta i in. wymagań Międzynarodowego Kodeksu Nomenklatury Zoologicznej to oni są autorami nazwy rodziny Proceratosauridae. Analizy przeprowadzone przez oba zespoły naukowców zgadzają się co do bliskiego pokrewieństwa proceratozaura i guanlonga. Według badań Awerianowa i współpracowników najbardziej bazalnym przedstawicielem Proceratosauridae jest zachodniosyberyjski Kileskus, co w połączeniu z faktem, że jest on najstarszym znanym proceratozaurydem sugeruje, iż grupa wyewoluowała w Azji. Rauhut i in. sugerują, że prawdopodobne jest odnalezienie pozostałości kolejnych przedstawicieli grupy, jak również rozpoznanie innych kladów bazalnych tyranozauroidów.
Podobnie jak tyranozaury przedstawiciele Proceratosauridae mieli silnie pneumatyczne czaszki, heterodontyczne uzębienie z mniejszymi D-kształtnymi zębami przedszczękowymi oraz, tak jak inne bazalne tyranozauroidy, silne przednie kończyny, służące prawdopodobnie do chwytania i przytrzymywania zdobyczy. Kości nosowe są złączone u Proceratosauridae, a obecne u nich grzebienie nosowe mogły służyć do ozdoby i redukowania nacisków na kości czaszki przy kąsaniu. Cechy takie, jak duże nozdrza zewnętrzne i grzebień nosowy, łączą Proceratosauridae z dużym tyranozauroidem z rodzaju Sinotyrannus, którego przynależność do Proceratosauridae potwierdziła analiza kladystyczna przeprowadzona przez Brusattego i współpracowników (2010).
Rauhut et al. podzielili tyranozauroidy na cztery kategorie wagowe (0–10 kg, 10–100 kg, 100–1000 kg i powyżej 1000 kg) – większość Proceratosauridae mieści się w drugiej spośród nich, gdyż zarówno proceratozaur, jak i Guanlong osiągały porównywalne rozmiary – około 3 m długości i kilkadziesiąt kilogramów masy – jednak Sinotyrannus mógł osiągać prawdopodobnie około 10 m długości.
|  | Guanlong                                                         |
|  |                                                                  |
|  | \| \| Proceratosaurus \| \| \| \| \| \| Sinotyrannus \| \| \| \| |
|  |                                                                  |
|  | Proceratosaurus                                                  |
|  |                                                                  |
|  | Sinotyrannus                                                     |
|  |                                                                  |

|  | Proceratosaurus |
|  |                 |
|  | Sinotyrannus    |
|  |                 |

|  | Guanlong                                                         |
|  |                                                                  |
|  | \| \| Proceratosaurus \| \| \| \| \| \| Sinotyrannus \| \| \| \| |
|  |                                                                  |
|  | Proceratosaurus                                                  |
|  |                                                                  |
|  | Sinotyrannus                                                     |
|  |                                                                  |

|  | Proceratosaurus |
|  |                 |
|  | Sinotyrannus    |
|  |                 |

|  | Guanlong                                                         |
|  |                                                                  |
|  | \| \| Proceratosaurus \| \| \| \| \| \| Sinotyrannus \| \| \| \| |
|  |                                                                  |
|  | Proceratosaurus                                                  |
|  |                                                                  |
|  | Sinotyrannus                                                     |
|  |                                                                  |

|  | Proceratosaurus |
|  |                 |
|  | Sinotyrannus    |
|  |                 |

|  | Guanlong                                                         |
|  |                                                                  |
|  | \| \| Proceratosaurus \| \| \| \| \| \| Sinotyrannus \| \| \| \| |
|  |                                                                  |
|  | Proceratosaurus                                                  |
|  |                                                                  |
|  | Sinotyrannus                                                     |
|  |                                                                  |

|  | Proceratosaurus |
|  |                 |
|  | Sinotyrannus    |
|  |                 |